# Distretto di Yüksekova
Il distretto di Yüksekova (in curdo Navçeya Geverê‎; in turco Yüksekova ilçesi) è uno dei distretti della provincia di Hakkâri, in Turchia.